# Congrés de Tucumán
El Congrés de Tucumán va ser una assemblea legislativa i constituent de les Províncies Unides del Riu de la Plata, actualment la República Argentina, que es va celebrar inicialment a la ciutat de San Miguel de Tucumán, i posteriorment a la ciutat de Buenos Aires entre els anys 1816 i 1820 i les principals tasques van ser la Declaració d'independència de l'Argentina i la sanció de la Constitució Argentina del 1819.

## La Revolució i la Independència
Al 1810 va esclatar la Revolució de Maig al Virregnat del Riu de la Plata, que va donar origen a les Províncies Unides del Riu de la Plata. Si bé l'objectiu de la major part dels revolucionaris era aconseguir a la Independència absoluta d'aquestes províncies, almenys en les formes, aquests deien actuar en nom del rei Ferran VII, la sobirania del qual reconeixien.
Aquesta situació es va mantindre en els documents oficials durant tots els governs que van succeir a la Primera Junta. Els documents interns i les idees expressades pels líders polítics a la premsa repetien la intenció d'independitzar les Províncies Unides, però en els documents que portaven els diplomàtics a l'exterior es mantenia el que es va donar a conèixer com la màscara de Ferran.
El Primer Triumvirat va ordenar la reunió d'una Assemblea general dels pobles —és a dir, de les ciutats virregnals i les seves jurisdiccions— a la ciutat de Buenos Aires. No obstant això, l'Assemblea va intentar legislar sense sotmetre's a l'autoritat del Triumvirat, pel que la van dissoldre sense miraments.
El Segon Triumvirat, que va governar des de l'octubre del 1812, va ordenar i va aconseguir la reunió a Buenos Aires de l'anomenada Assemblea de l'Any XIII. El seu títol oficial era Assemblea General Constituent, i s'esperava que d'aquesta en sortís la declaració d'independència de les Províncies Unides i sancionés una constitució. De fet, si bé si van exercir actes propis d'un poder legislatiu d'una nació sobirana, mai van sancionar cap constitució i es va seguir conservant per a la diplomàcia la màscara de Ferran.
L'Assemblea va dissoldre el Triumvirat a finals del 1813, reemplaçant-lo per un executiu unipersonal, el titular del qual ostentava el càrrec de Director Suprem de les Províncies Unides del Riu de la Plata. A l'abril del 1815, el Director Suprem Carlos María d'Alvear va ser enderrocat per una revolució a la capital, i l'Assemblea va ser dissolta.

## La convocatòria al Congrés
A la població d'Alvear, el Cabildo de Buenos Aires va triar al general José Rondeau, que exercia el seu càrrec des del nord del país, i a un Director Substitut a la capital. Provisionalment, el poder legislatiu va ser exercit per una Junta d'Observació, nomenada també pel Cabildo. La formaven Pedro Medrano, Esteban Agustín Gascón, José Mariano Serrano, Antonio Sáenz i Tomás Manuel de Anchorena.
Aquesta junta va sancionar un "estatut provisional" el 5 de maig del 1815, que regiria els actes del Director Suprem i dels governs de provincia. A la pràctica, l'Estatut mai va arribar a tenir vigència efectiva. Però mereix ser recordada pel seu article número 30, que establia que el director,
| « | ”...després que prengui possessió del comandament, convidarà, amb particular cura i eficàcia, a totes les ciutats i viles de les províncies interiors per al pròxim nomenament de diputats que hagin de redactar la Constitució, els quals s'han de reunir a la ciutat de Tucumán.” | » |

Aquesta convocatòria va ser realitzada pel Director Suprem substitut, Ignacio Álvarez Thomas, a la segona meitat del 1815, i els diputats van ser elegits en les últimes setmanes d'aquest any o en les primeres de l'any següent. Cada ciutat i vila va triar un diputat per cada 15 000 habitants de la seva jurisdicció.
L'elecció de la ciutat de Tucumán va ser deguda als ingents problemes que va haver d'afrontar l'Assemblea de l'Any XIII per la negativa dels federals de sotmetre's a la influència portenya (porteny és refereix al gentilici de Buenos Aires). De fet, en les famoses instruccions de l'any 1813, els representants orientals havien exigit que el govern no s'establís a la ciutat de Buenos Aires. L'Estatut havia estat redactat sota la impressió d'una revolució feta en aliança amb els federals, i la Junta havia cedit a aquesta exigència. De totes maneres, aquesta va decidir reunir el Congrés a Tucumán, una ciutat molt lluny de la influència d'Artigas, i es va argumentar perquè aquesta quedava aproximadament al centre de l'ex Virregnat, a més d'estar protegit per l'Exèrcit del Nord; A més, la caserna general d'aquest estava en aquesta ciutat.
Les sessions es van iniciar el 24 de març del 1816, amb la presència de 33 diputats. Per a les sessions es va llogar una casa, propietat de Francisca Bazán de Laguna, que seria declarada Monument Històric Nacional al 1941.

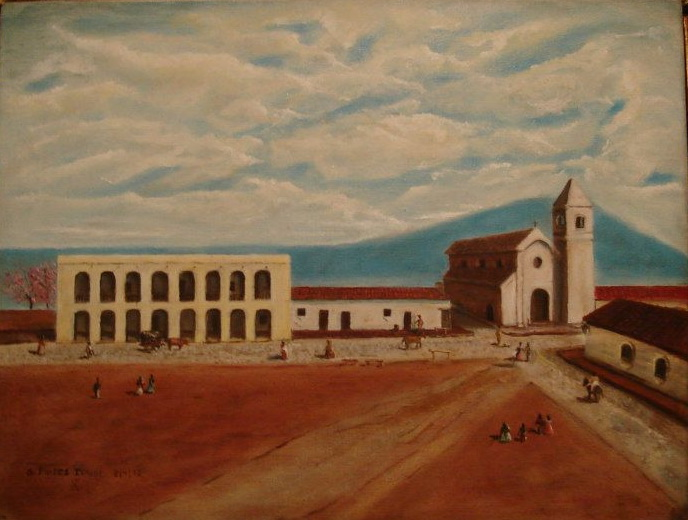
Tucumán a principis del. (Oli actual)

## Els diputats
Els diputats i ciutats i viles detallades en la següent llista:
- Per Buenos Aires:
  - Tomás Manuel de Anchorena,
  - José Darragueira,
  - Esteban Agustín Gascón,
  - Pedro Medrano,
  - Juan José Passo,
  - Cayetano José Rodríguez i
  - Antonio Sáenz.
- Per San Fernando del Valle de Catamarca:
  - Manuel Antonio Acevedo i
  - José Eusebio Colombres.
- Per Córdoba:
  - José Antonio Cabrera,
  - Miguel Calixto del Rotlle,
  - Eduardo Pérez Bulnes i
  - Jerónimo Salguero de Cabrera i Cabrera.
- Per Tolles (La Plata o Chuquisaca):
  - José Sever Malabia,
  - Mariano Sánchez de Loria i
  - José Mariano Serrano.
- Per Chichas (Tupiza):
  - José Andrés Pacheco de Melo, i
  - Juan José Feliciano Fernández Campero.
- Per San Salvador de Jujuy:
  - Teodoro Sánchez de Bustamante.
- Per La Rioja:
  - Pedro Ignacio de Castro Fangs.
- Per Mendoza:
  - Tomás Godoy Cruz i
  - Juan Agustín Maça.
- Per Mizque:
  - Pedro Ignacio Rivera.
- Per Salta:
  - Mariano Boedo,
  - José Ignacio de Gorriti i
  - José Motlles.
- Per San Juan:
  - Francisco Narciso de Laprida i
  - Just Santa María d'Or.
- Per San Luis:
  - Juan Martín de Pueyrredón.
- Per Santiago del Estero:
  - Pedro León Gallo i
  - Pedro Francisco de Uriarte.
- Per San Miguel de Tucumán:
  - Dr. Pedro Miguel Aráoz i
  - Dr. José Ignacio Thames.

D'aquests, divuit eren advocats, nou sacerdots, i dos més eren frares, mentre que els altres quatre eren militars.
Amb només tres excepcions, les ciutats i viles de l'Alt Perú, que havien format part del Virregnat del Riu de la Plata, no van poder fer arribar els seus representants per haver set reconquerits pels realistes. Tal va ser el cas de La Paz, Cochabamba, Santa Cruz de la Sierra i Potosí. Durant la tercera expedició auxiliadora a l'Alt Perú havien estat elegits els diputats per Chichas, Tolles i Mizque, que es van incorporar al Congrés.
Les províncies de la Lliga Federal —la Banda Oriental, Corrientes, Entre Ríos, Misiones i Santa Fe — no van enviar als seus representants, per estar de fet en una guerra civil contra el govern central. Només la província de Córdoba —que també es considerava membre de la Lliga, però no estava encara en guerra amb el Directori— va enviar els seus representants, tots ells de clara inclinació cap al federalisme.
Per la seva banda, el Paraguai ja era un territori independent tant d'Espanya com de les Províncies Unides. Al 1813, mitjançant un Congrés Nacional, havia canviat el seu nom de Província del Paraguai al de República del Paraguai. El govern de José Gaspar Rodríguez de Francia era contrari a tota vinculació amb Buenos Aires.

## Funcionament del Congrés

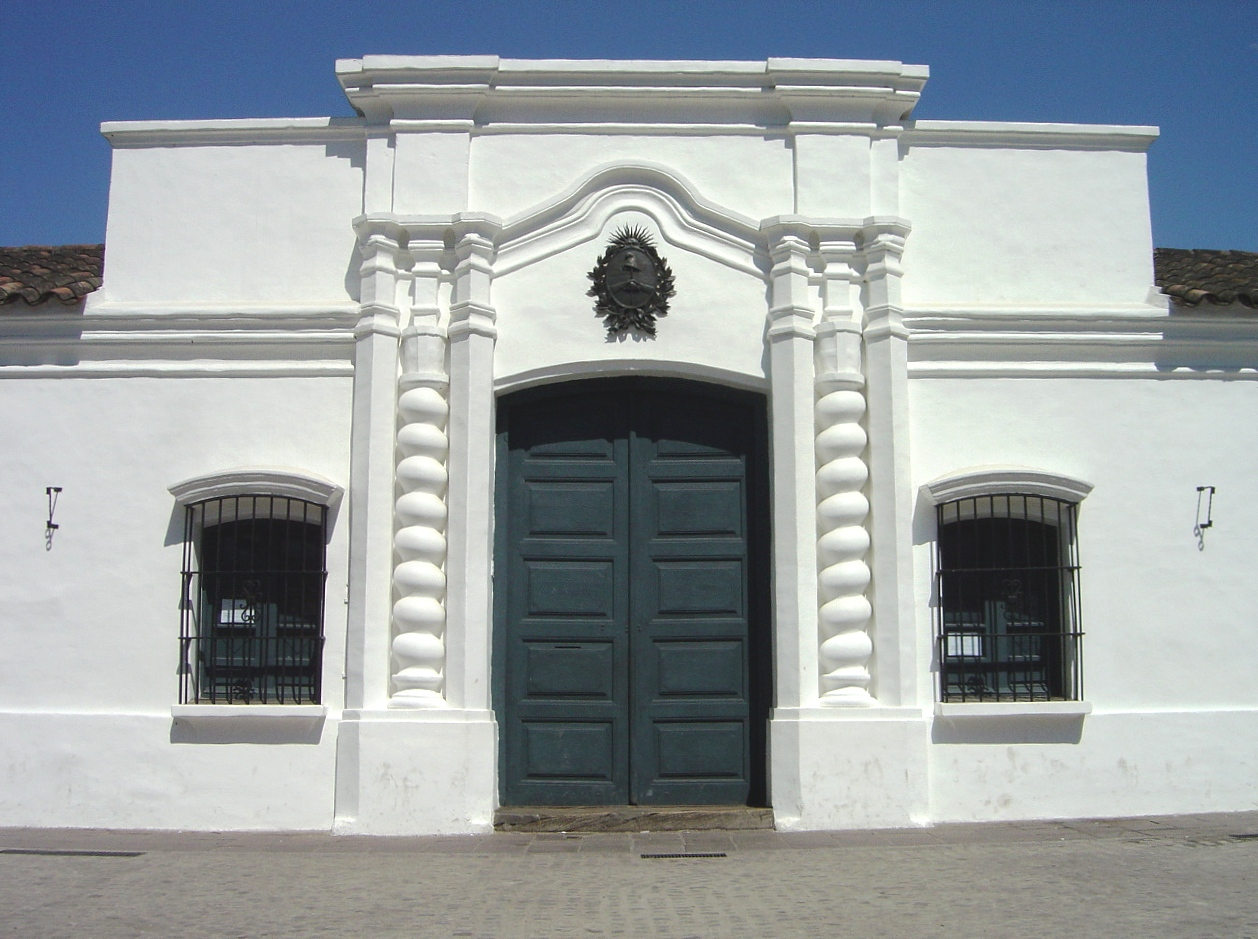
Casa de la Independència Argentina.

En les primeres sessions, els Diputats es van abocar a considerar el reglament intern del Congrés i les qüestions polítiques internes. Quant al primer, van nomenar un president que havia de ser rotatiu, durant un mes cadascú en aquest càrrec. També van triar dos secretaris, designant a Juan José Passo i José Mariano Serrano.
Amb la finalitat de diferenciar-se de l'actuació de l'Assemblea del 1813, els diputats van declarar que eren "diputats dels Pobles", i no "de la Nació". Teòricament, això volia dir que depenien de les ciutats que els havien triat, i que aquestes podien rellevar-los. Però, d'altra banda, es van assegurar que no podrien ser molestats pels seus actes i opinions al Congrés, la qual cosa en part invalidava l'anterior declaració.
Davant l'escassa atenció prestada a les actes del Congrés, que es creu que eren parcials i massa escarides – es van acabar perdent. En canvi, el diputat Fra Cayetano Rodríguez va prendre la decisió de redactar un diari dels fets del Congrés, per enviar als periòdics de la capital, anomenat “El Redactor del Congrés”. Els fets produïts durant la seva gestió són coneguts, principalment, a través del Redactor, així com les idees de part dels diputats.
En un primer període, les accions del Congrés es van complicar per la necessitat d'atendre, simultàniament, altres qüestions. Un mes després de funcionar d'aquesta forma gairebé caòtica, es va designar una comissió integrada per Gascón, Sánchez de Bustamante i Serrano, que van redactar una Nota de Matèries de Primera i Preferent Atenció. Aquestes matèries serien: un manifest als pobles, la Declaració de la Independència, l'enviament de diputats a Espanya, els pactes entre províncies, la forma de govern, un projecte de constitució, un pla de guerra, el finançament públic, la determinació dels límits de l'Estat, la creació de ciutats i viles, l'administració de justícia, i els establiments educatius.

## Actuacions inicials
Entre les primeres qüestions que van haver d'afrontar, hi havia la situació del Directori: Álvarez Thomas havia renunciat, i va ser reemplaçat per Antonio González Balcarce. També havia presentat la seva renúncia el titular, el general Rondeau.
De forma que el 3 de maig, el Congrés va designar com a Director Suprem al diputat i general Juan Martín de Pueyrredón. Aquest va ordenar a Manuel Belgrano substituir Rondeau com a comandant de l'Exèrcit del Nord, i va trigar algunes setmanes a iniciar el seu viatge a la Capital.
Aquest nomenament va portar una seriosa ruptura, a causa de la candidatura del coronel Motlles, sustentada pel general Martín Miguel de Güemes, governador de Salta, i dels diputats cordovesos. Motlles, de caràcter molt fort, va xocar amb els diputats portenys (habitants de Buenos Aires), i va ser arrestat i suspès en el seu treball de diputat.
Amb prou feines instal·lat el Congrés, els federals van aconseguir un important avanç, aconseguint ocupar la ciutat de Santa Fe. El Congrés va enviar una diputació, per aconseguir la pau en aquesta província, el reconeixement de l'autoritat del Director Suprem i l'enviament d'un diputat al Congrés. El diputat Del Rotlle va ser enviat al comandament d'aquesta diputació, que no només no va aconseguir una mediació eficaç, sinó que es va sumar al partit federal de José Artigas, i fins i tot va assistir — en qualitat de diputat per Còrdova — al Congrés d'Orient.
El dia 6 de juliol, en una sessió secreta, va assistir al Congrés el general Manuel Belgrano, que havia estat durant dos anys ambaixador de les Províncies Unides davant el govern de Gran Bretanya. Després de contestar algunes preguntes, Belgrano va aconsellar un sistema monàrquic "temperat" — és a dir, constitucional — per a les Províncies Unides. Pensava que, a fi d'incorporar el Perú a la monarquia, la capital havia d'estar a Cuzco, nomenant per al càrrec de Rei a un descendent dels Inques. Les seves idees estaven influenciades per la restauració de les monarquies a Europa després de la derrota de Napoleó Bonaparte, com ell mateix ho va expressar en el seu discurs.

## La Declaració d'Independència

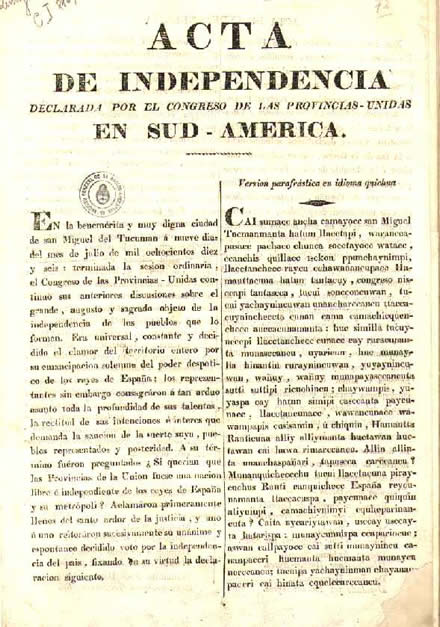
Declaració de la Independència de les Províncies Unides a Sud-amèrica, redactada en espanyol i en quítxua.

El 1814, el rei Ferran VII havia tornat al tron d'Espanya, situació que restava validesa i utilitat a la fictícia lleialtat al rei. Per això, els diputats estaven convençuts que era urgent declarar la Independència. D'altra banda, es creia indispensable aconseguir algun tipus d'ajuda externa, per a això era necessari que el país mateix declarés ser independent.
El General José de San Martín, governador de Cuyo, estava organitzant l'exèrcit dels Andes, que havia de portar endavant la campanya alliberadora a Xile. Necessitat d'ajuda externa, pressionava als diputats cuians (habitants de Cuyo) a declarar quan abans la independència: En una carta al diputat Godoy Cruz, li deia:
| « | "¡Fins quan esperarem per declarar la nostra independència! ¿No li sembla una cosa ben ridícula encunyar moneda, tenir el pavelló, i finalment fer la guerra al sobirà de qui al dia d'avui es creu que depenem? Què més ens falta que dir-ho? D'altra banda, ¿quines relacions podrem emprendre quan estem a pupil? Els enemics (i amb molta raó) ens tracten d'insurgents, ja que ens declarem vassalls ... Ànim, que per als homes de coratge s'han fet les empreses. Vegem clar, amic meu; si no es fa, el Congrés és nul en la seva totalitat, perquè reassumint aquest la sobirania, és una usurpació que es creu real, és a dir, a Ferranet." | » |

No obstant això, el moment era delicat: la reacció realista triomfava en tots costats, des de Mèxic fins a Xile, passant per l'Alt Perú, que teòricament encara pertanyia a les Províncies Unides. Només romanien lliures de la reconquesta espanyola les Províncies Unides, la Lliga Federal — si se la considera separada de les Províncies Unides — i el Paraguai. Finalment el 9 de juliol del 1816, essent president el diputat Laprida, segons la cita del Redactor del Congres.
| « | "A la benemèrita i molt digna ciutat de San Miguel de Tucumán a nou dies del mes de juliol de mil vuit-cents setze, acabada la sessió ordinària, el Congrés de les Províncies Unides va continuar les seves anteriors discussions sobre el gran, august i sagrat objecte de la independència dels pobles que el formen. Era universal, constant i decidit el clam del territori sencer per a la seva emancipació solemne del poder despòtic dels reis d'Espanya, els representants però van consagrar a tan ardu assumpte tota la profunditat dels seus talents, la rectitud de les seves intencions i interès que demana la sanció de la seva sort als pobles representats i a la posteritat. Al seu terme van ser preguntats si volen que les províncies de la Unió anèssin cap a una nació lliure i independent dels reis d'Espanya i la seva metròpoli? Aclamaren primerament plens de santa ardor de la justícia, i un a un van reiterar successivament el seu unànime i espontani vot per la independència del país, fixant a la seu vitual la declaració següent:" | » |

| « | "Nosaltres, els representants de les Províncies Unides a Sud Amèrica, reunits en un congrés general, invocant a l'etern que presideix l'univers, en nom i per l'autoritat dels pobles que representem, resant al cel, a les nacions i als homes tots del planeta, la justícia que regla els nostres vots: declarem solemnement a la faç de la terra, que és voluntat unànime i indubtable d'aquestes Províncies trencar els violents vincles que els lligaven als reis d'Espanya, recuperar els drets dels que van ser despullats, i investir de l'alt caràcter d'una nació lliure i independent del rei Ferran setè, els seus successors i metròpoli. Queden en conseqüència de fet i de dret amb ampli i ple poder per donar-se les formes que exigeixi la justícia, i imperi el cúmul de les seves actuals circumstàncies. Totes i cadascuna d'elles així ho publiquen, declaren i ratifiquen comprometent pel nostre mitjà al compliment i sosteniment d'aquesta la seva voluntat sota la seguretat i garantia de les seves vides feines i fama. Comuniquis a qui correspongui per a la seva publicació. I en obsequi del respecte que es deu a les nacions, detallen en un manifest els gravíssims fonaments impulsius d'aquesta solemne declaració. Donada a la sala de sessions, signada de la nostra mà, segellada amb el segell del Congrés i ratificada pels nostres diputats secretaris." | » |

El 19 de juliol, en sessió secreta, el diputat Medrano va fer aprovar una modificació a la fórmula del jurament, agregant després de <<independent del rei Ferran VII, els seus successors i metròpoli>>, la frase:
| « | "i de tota altra dominació estrangera." | » |

Inusualment, la declaració alterava el nom del país, anomenant-lo Províncies Unides a Sud Amèrica, nom que no s'havia utilitzat fins llavors. Pel que sembla, la intenció era declarar la independència de totes o gairebé totes les colònies espanyoles a Amèrica del Sud, unificant-les en un sol país, amb capital a Cusco.
Cal aclarir que, dels diputats, tres d'ells no van poder assistir a la sessió del 9 de juliol: Del Rotlle, el Coronel Major Graduat Juan José Feliciano Fernández Campero, Marquès de Yavi, per Chichas, qui es trobava al front de combat, i José Moldes de Salta.

## La monarquia i els federals
Des del dia 12 de juliol, es va iniciar la discussió sobre la forma de govern, en proposar el diputat Acevedo que s'adoptés la forma monàrquica constitucional. Les discussions es van elevar immediatament de to, incloent ferotges comentaris d'alguns diputats, menyspreant per raons racials la proposta d'un rei "de la casta dels xocolates." Quan predominava l'opinió d'iniciar tractes en el sentit de nomenar un rei, el dia 15, el diputat fra Just Santamaría d'Or va exigir que, abans de prendre cap determinació, es consultés "als pobles". Ràpidament la discussió es va estancar.
Uns dies més tard, es va redactar finalment un "Manifest a les Nacions", anunciant la independència de les Províncies Unides a la resta del món. No obstant això, cap país va reconèixer, en aquest moment, la independència nacional, i cap ho faria fins a set anys més tard.
Des de poc abans de la Declaració de la Independència, forces portugueses van iniciar una campanya per apoderar-se de la Banda Oriental, fet que finalment es va produir al mes d'agost. L'excusa per a la invasió lusobrasilera era l'acció del cap dels federals, general José Artigas, que de fet desconeixia l'autoritat del Directori i del Congrés.
El propi Director Suprem no veia amb mals ulls la invasió, ja que pensava que — encara que al preu de perdre una província — aquesta li permetria lliurar-se de l'amenaça dels federals. Derrotat Artiges pels portuguesos, pensava que seria fàcil recuperar als governs de Buenos Aires, Santa Fe, Entre Ríos i Corrientes. No va ser així: amb l'única excepció de Còrdova, les províncies federals no van ser recuperades i mai enviarien diputats al Congrés.
De totes maneres, el Congrés va enviar una diputació davant el general invasor, Carlos Federico Lecor, la qual, alliçonada per Pueyrredón, no va exigir de manera taxativa la retirada dels invasors, i fins i tot va pretendre aconseguir suport portuguès en la lluita contra Artigas. El resultat de tal política va ser l'ocupació de Montevideo a principis del 1817, i una llarga guerra defensiva dels orientals, fins a la seva derrota definitiva el 1820.
El dia 22 de novembre, el Congrés va sancionar un Reglament Provisional, una espècie de constitució provisional, però aquesta mai va ser promulgada per Pueyrredón.

## El trasllat
A principis de ll'any 1817, la situació militar al nord del país es va fer més delicada: a partir de la reeixida campanya de Sant Martín a Xile, l'exèrcit realista de l'Alt Perú va poder estar segur que la frontera nord quedava desproveïda. De forma que el general José de la Serna va llançar diversos atacs sobre la província de Salta. Encara que repel·lits pel general Güemes, aquests van posar en perill – veritable o aparentment – la seguretat del Congrés.
Per això es va proposar el seu trasllat a Buenos Aires, donant a més la raó que el Congrés havia d'estar més en contacte amb el Director Suprem. Una votació ràpida al 17 de gener – dia de la seva última sessió a Tucumán – va decidir el trasllat a la Capital. Els diputats cordovesos Cabrera, Rotlle i Pérez de Bulnes es van oposar al trasllat, exigint que es consultés a les províncies. En resposta, van ser expulsats del Congrés i van sofrir algunes setmanes d'arrest.
Des de llavors, el Congrés va deixar de ser "de Tucumán", encara que els historiadors solen citar-lo amb aquest nom també en el període posterior. També va deixar de ser la caixa de ressonància dels interessos de les províncies de l'interior, per ser sotmès a una intensa influència del poder executiu, de la premsa i de l'opinió pública de la ciutat de Buenos Aires. Fins i tot es van incorporar diputats de les províncies ocupades pels realistes, no triats en aquestes, sinó pel cabildo de Buenos Aires.
Durant tot l'any 1817 i la primera meitat del 1818, el Congrés es va dedicar a legislar sobre qüestions menors, excepte per un segon Reglament Provisorio, sancionat al desembre de 1817, l'aplicació del qual va ser molt limitada.
Durant el període en què les sessions es van celebrar a Buenos Aires, més de la meitat dels diputats van ser substituïts. No obstant això, les províncies federals tampoc es van incorporar al mateix congrés. El “Redactor del Congrés” va quedar en mans d'un dels nous diputats, Vicente López i Planes, i va perdre molt del seu valor testimonial.

## La Constitució Unitària
Tot i que un dels seus principals objectius era sancionar la constitució, es va produir una llarga discussió sobre la seva oportunitat. Els diputats Sáenz, Serrano i Aráoz, per exemple, van objectar que
| « | "...no tenint el Congrés, en virtut del sistema representatiu que el país ha adoptat, per disposar de la sort futura de les províncies que, o per patir el foc dels enemics, o per altres circumstàncies, no tenen avui representació competent, tampoc les té per donar una constitució que les comprengui." | » |

No obstant això, va prevaler l'opinió contrària, sostinguda especialment pels diputats portenys.
L'agost del 1817 s'havia format una comissió per redactar un projecte de constitució. La formaven els diputats Serrano, Sánchez de Bustamante, Diego Estanislao Zavaleta, Sáenz i Pas. Aquesta comissió va redactar el Reglament Provisorio, i després ho va estendre i va modificar per portar-ho a ser una constitució.
Després de més de dos anys sense avançar sobre aquest tema, el 31 de juliol del 1818, el Congrés va iniciar la discussió d'un projecte de constitució. Es tractava d'un document que aglutinava disposicions del reglament del 1815 i de les lleis de l'Assemblea de l'any XIII. En general, moltes de les seves normes eren extretes de la constitució espanyola del 1812.
En aquesta mateixa època, el canonge i diputat del Congrés Valentín Gómez va ser enviat a Europa , amb instruccions per aconseguir un príncep europeu per ocupar el tron de les Províncies Unides i aconseguir aliances amb França i Gran Bretanya. No va aconseguir la seva comesa. Però al novembre del 1819 — molts mesos després de la sanció de la Constitució — s'aprovaria un projecte de coronació de l'infant Carlos Luis de Borbó, príncep de Lucca, com a rei de les Províncies Unides.
El text definitiu de la Constitució Argentina del 1819 va ser oficialment sancionat el 22 d'abril del 1819. Es tractava d'una constitució aristocràtica i unitària, i que no determinava exactament si es tractava d'una república o una monarquia.
El manifest amb què s'anunciava la Constitució, redactat pel Deán Funes, deia:
| « | "Segurament podem dir amb el mateix dret el que deia una sàvia ploma si és el cas, que la present Constitució no és : ni la democràcia fogosa d'Atenes, ni el règim monarcal d'Esparta, ni l'aristocràcia patrícia ni l'efervescència plebea de Roma, ni el govern absolut de Rússia, ni el despotisme de Turquia, ni la Federació complicada d'alguns estats ... un estat mitjà entre la convulsió democràtica, la injustícia aristocràtica i l'abús del poder il·limitat." | » |

A la pràctica, la constitució mai es va arribar a aplicar: el Directori va seguir regint-se pels estatuts anteriors i les províncies federals ho van rebutjar de ple. Les províncies interiors van jurar obediència a la Constitució, i algunes d'elles van arribar a triar diputats i senadors per al projectat congrés nacional. Però els grups opositors van començar en aquesta mateixa data a organitzar les revolucions que enderrocarien als governs directorials.
Els diputats signants de la Constitució van ser:
- Per Buenos Aires:
  - Juan José Passo,
  - Antonio Sáenz,
  - Miguel de Azcuénaga,
  - Vicente López i Planes,
  - Matías Patró,
  - Juan José Viamonte i
  - Luis José de Chorroarín.
- Per Sant Fernando del Valle de Catamarca:
  - Manuel Antonio Acevedo.
- Per Cochabamba
  - Pedro Buenaventura Carrasco.
- Per Còrdova:
  - Alejo Villegas i
  - Benito Lascano.
- Per Tolles:
  - José Sever Malabia,
  - José Mariano Serrano (vicepresident) i
  - Jaime Zudáñez.
- Per Chiches:
  - José Andrés Pacheco de Melo.
- Per San Salvador de Jujuy:
  - Teodoro Sánchez de Bustamante.
- Per La Rioja:
  - Pedro Ignacio de Castro Fangs.
- Per Mendoza:
  - Tomás Godoy Cruz.
- Per Mizque:
  - Pedro Ignacio Rivera.
- Per Sant Luis:
  - Domingo Guzmán.
- Per Santiago del Estero:
  - Pedro León Gall i
  - Pedro Francisco de Uriarte.
- Per San Miguel de Tucumán:
  - Gregorio Funes (president) i
  - José Miguel Díaz Vélez.

Es pot observar que onze dels vint-i-quatre diputats que van votar la Constitució havien també votat la Independència: aquests eren Pas, Sáenz, Acevedo, Malabia, Serrano, Pacheco de Melo, Sánchez de Bustamante, Castro Fangs, Godoy Cruz Rivera, Gall i Uriarte.

## La dissolució
El 9 de juny de 1819, desobeïda per totes bandes – fins i tot pel general Sant Martín, que es negava a portar el seu exèrcit a combatre els federals – Pueyrredón va presentar la seva renúncia al càrrec de Director Suprem. En el seu lloc, el Congrés va triar al general José Rondeau. Aquest va seguir la política del seu antecessor en tot: ofensives militars contra els federals, aliances amb l'invasor portuguès de la Banda Oriental, i retirada dels exèrcits que feien la guerra de la independència per utilitzar-los en la guerra civil.
Al gener del 1820, la situació del Directori era ja molt delicada: ja no tenia poder fora de Buenos Aires i Còrdova i – amb molta menor autoritat – a Salta i a Cuya. La resta del país era, de fet, independent de la seva autoritat. La invasió dels federals, dirigits per Estanislao López i Francisco Ramírez, va provocar el motí de Arequito, que va precipitar la separació de Còrdova, gairebé simultània amb l'inici de la revolució federal a Cuya. Des d'aquest moment, el Director Suprem només tenia poder a Buenos Aires.
Rondeau es va posar al capdavant de l'exèrcit de la Capital i va sortir a trobar els federals. En el seu lloc, i amb caràcter de Director Interior de l'Estat, va ser elegit el diputat porteny (de Buenos Aires) Juan Pedro Aguirre, que es va fer famós per dues gestions: va ordenar empresonar a Pueyrredón, Tagle i Julián Álvarez, permetent-los a la vegada fugir cap a Montevideo. D'altra banda, va llançar una proclama incendiària contra els federals, anunciant la seva arribada a les portes de Buenos Aires:
| « | "...objecte de les seves venjances, víctima decretada en els consells. Els pretesos federals, no ho dubteu, el que pretenen és humillar-vos. Cap altra glòria els ve de gust que imposar la seva planta agosarada sobre la vostra noble cara." | » |

Rondeau es va enfrontar als federals a la batalla de Cepeda, l'1 de febrer del 1820, i va ser derrotat. Mentre els seus soldats fugien de la ciutat, escampant el desànim, el director general va trigar varis dies a reunir algunes tropes amb les quals va entrar a la capital, amb la pretensió de recompondre el seu govern.
Després complir-se un ultimàtum de 8 dies, l'exèrcit federal va avançar cap a Buenos Aires, anunciant que interrompria les seves marxes quant sabessin que l'actual govern hagués caigut, i que el poble de Buenos Aires era lliure per triar les seves autoritats. Simultàniament, el general Soler, comandant de l'exèrcit de campanya, va exigir la renúncia de Rondeau, afegint:
| « | "Les províncies s'han separat, llavors, a qui representa el Congrés? Els enemics no volen tractar amb una autoritat que depengui d'ell..." | » |

L'onze de febrer, Rondeau va presentar la seva renúncia, però no al Congrés sinó al Cabildo de Buenos Aires. El Congrés es va considerar dissolt des d'aquell mateix moment, i ningú va tornar a recordar-se de la constitució de l'any anterior. Els diputats de l'interior van ser arrestats diverses setmanes, acusats d'haver col·laborat en les maniobres monàrquiques i a l'aliança amb Portugal. Van recuperar la llibertat i la gran majoria, van fugir ràpidament de la ciutat.
Començava l'Anarquia de l'Any XX.